# Manoir de la Vignette
Le manoir de la Vignette est un manoir situé au Cellier, dans le département de la Loire-Atlantique, en France.

## Localisation
Le manoir de la Vignette est situé au Cellier, près de Nantes (Loire-Atlantique).

## Description
Le manoir, de style néogothique, est en pierre et tuffeau. Il est entouré d'un parc qui jouxte celui du château de Clermont. Le parc du manoir de la Vignette, disposé en terrasse surplombant la Loire, recèle des arbres remarquables.

## Historique
Le manoir est construit en 1881 par le baron Arthur-Antonin Juchault des Jamonières, sur une parcelle de terre dépendant du château de Clermont, propriété de la famille. Charles des Jamonières en hérite en 1947.
Le parc paysager à l'anglaise a été dessiné dans la seconde moitié du XIXe siècle. Le plan du manoir a été dressé par l'architecte Évariste Simon en 1884.
Le manoir et son parc dans leur totalité sont inscrits au titre des monuments historiques en 2011. L'ensemble est la propriété de la famille Juchault des Jamonières, une des familles subsistantes de la noblesse française.

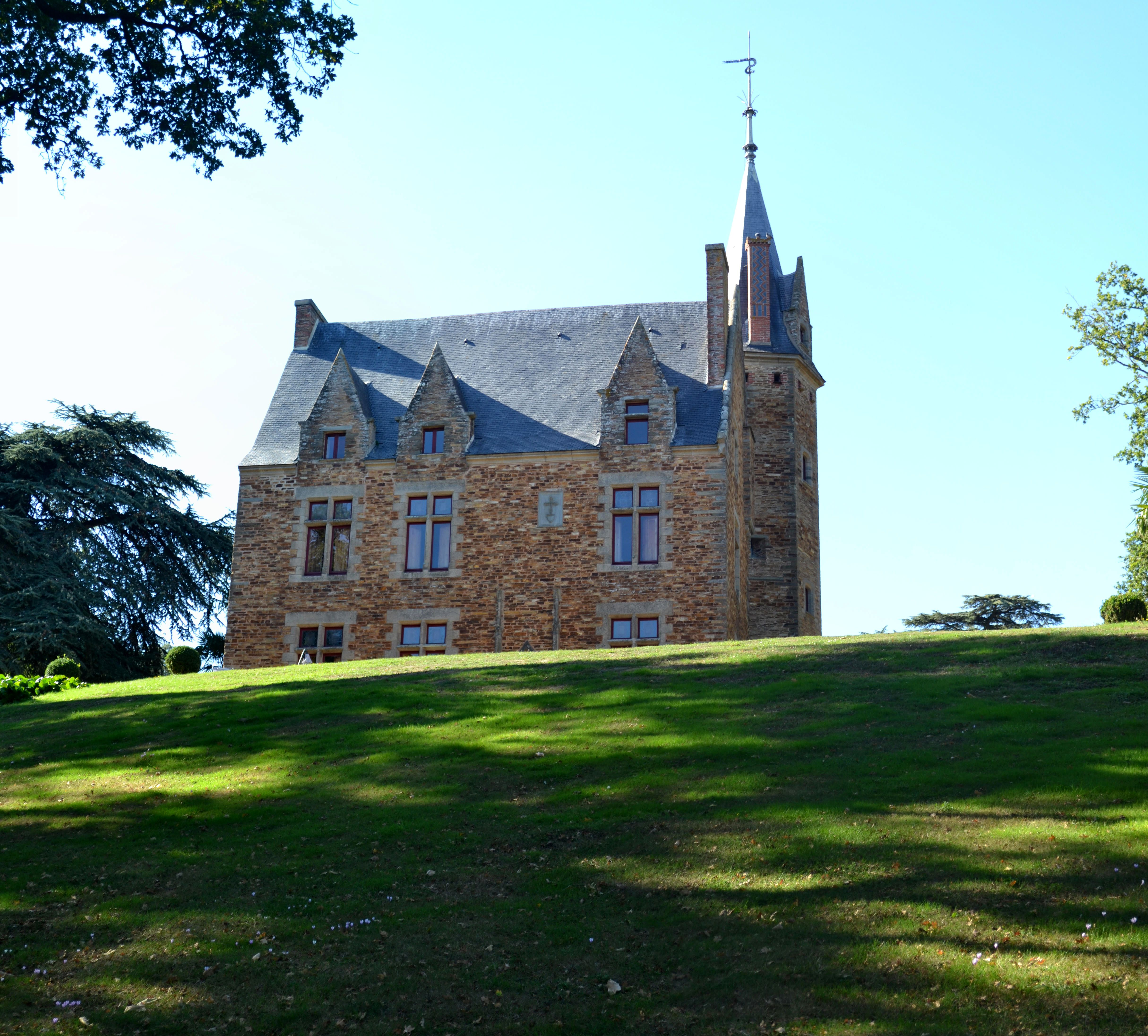
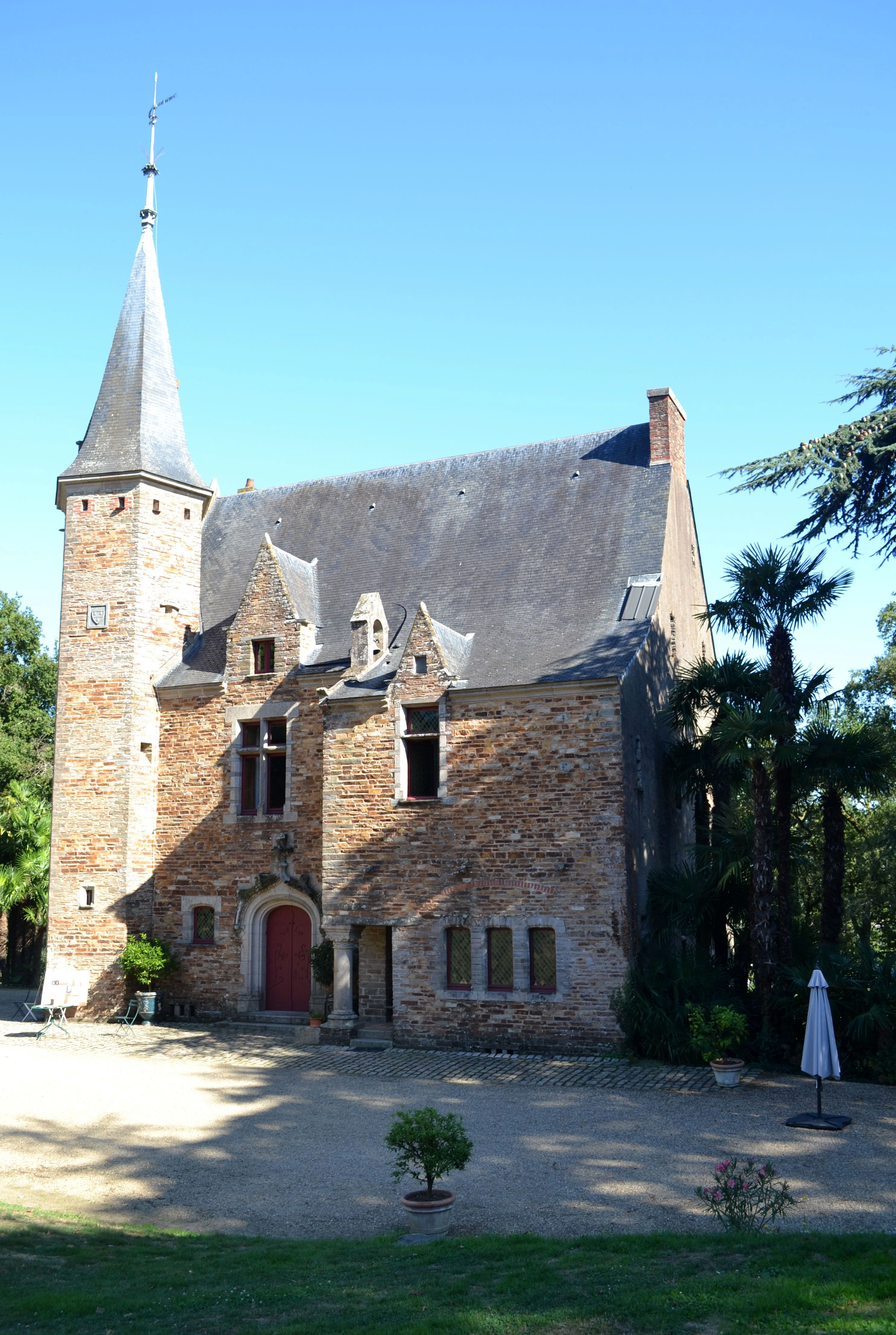